# Киргизы в России
Эта статья о киргизах в России. Для расширенного значения смотрите статью Киргизы.
Киргизы в России (кирг. Орусиядагы кыргыздар) — одно из национальных меньшинств Российской Федерации. Согласно переписи населения за 2010 год, численность проживающих в России киргизов составляет 103 тыс. человек. Подавляющее большинство из них являются трудовыми мигрантами, однако существуют и те, кто проживает с давних времён. Большая часть проживает преимущественно в Красноярском крае и Новосибирской области. Согласно переписи населения за 2021 год, численность проживающих в России киргизов составляет 138 тыс. человек.

## История
Киргизский этнос складывался на основе двух этнических массивов: центральноазиатско-южносибирского и среднеазиатского.

### Центральноазиатско-южносибирский массив
Первый массив формировался за счет енисейских кыргызов — одного из древних тюркоязычных народов Азии (первые упоминания в III веке до н. э.), основной территорией обитания которого была Минусинская котловина. В VI—VIII веках енисейские кыргызы входили в Тюркский каганат, который пал под ударами уйгурских племен.
В IX веке образуется Кыргызский каганат, который к X веку распространил свое влияние от Иртыша на западе до Маньчжурии на востоке, от района местоположения современного Красноярска на севере до Восточного Туркестана на юге. Часть енисейских кыргызов, преследуя уйгуров, проникает в Восточный Тянь-Шань, где они составили впоследствии основное ядро киргизского народа.
В настоящее время потомками енисейских кыргызов являются хакасы и шорцы.

### Среднеазиатский мотив
Второй же массив формировался за счёт тюркоязычных племён, проживавших в Тянь-Шани, а также пришедших в этот регион из Средней Азии и Казахстана под давлением татаро-монголов. В дальнейшем на этнические процессы повлияли карлуки, монгольские племена, а также часть племен казахского и ногайского происхождения. В целом киргизская народность представляла на Тянь-Шане обособленную общность, имевшую сложный этнический состав. Ее формирование в пределах современного обитания завершилось в основном во второй половине XVIII века.

### Современность
С середины XIX века киргизы начали переходить в русское подданство, а в 1860—1870 годах вошли в состав Российской империи. В 1924 году была образована Кара-Киргизская АО в составе РСФСР. В 1925 году она переименована в Киргизскую АО, преобразованную в 1926 году в Киргизскую АССР, а в 1936 году — в Киргизскую ССР.
В 1991 году был провозглашён независимый Кыргызстан. Из-за катаклизмов, связанных с тяжелой экономической, а также политической ситуации, многие жители Кыргызстана были вынуждены ехать на заработки в Россию.

## Численность
В советское время упоминание о киргизах на территории Красноярского края встречается в переписи 1939 года, которая зафиксировала 52 чел. В послевоенное время киргизы оставались малочисленной группой вплоть до 1980-х годов, когда произошло резкое (восьмикратное) увеличение их числа с 327 в 1979 году до 2547 человек в 1989 году.
В Красноярском крае тенденция роста диаспоры обозначилась раньше и более интенсивно, чем на федеральном уровне. Если в 1989 году киргизы насчитывали в крае 2,6 тыс. человек, то к 2002 году их число увеличилось до 3,9 тыс. человек (без учета проживавших в Республике Хакасия) и до 8,4 тыс. человек в 2010 году. Из них 40,2 % были гражданами Кыргызстана, приехавшими на заработки.
Всероссийская перепись населения 2020 года зафиксировала 10,6 тыс. киргизов, проживающих в Красноярском крае. Киргизы наряду с другими народами Центральной Азии составляют 2/3 всех трудовых мигрантов Красноярского края.
В 2017 г. на миграционный учет было поставлено 204,1 тыс. иностранных граждан, из них на долю граждан Кыргызстана приходится — 24,7 тыс. человек (12,7 %). Присоединение Кыргызстана к Таможенному союзу в рамках ЕАЭС в 2011 году позволило ее гражданам трудиться в России в облегченном порядке, что также стимулировало рост численности диаспоры в Красноярском крае.

## Национально-культурные объединения
В общественную жизнь региона киргизы включаются с 2000 года, когда был образован Красноярский киргизский национально-культурный центр «Достук» (председатель Суйунбек Уметов), преобразованный в 2005 году в Красноярскую киргизскую национально-культурную автономию (НКА).
В 2016 году в Норильске создается местная НКА кыргызов «Энесей» (предс. Б. П. Мурзаева), а в 2018 году — киргизская местная НКА в Дудинке.